# حزب کمونیست کارگری ایران–حکمتیست (خط رسمی)
حزب کمونیست کارگری ایران–حکمتیست (خط رسمی) یک حزب سیاسی در ایران و اپوزیسیون جمهوری اسلامی است که علیه این حکومت فعالیت می‌کند. دفتر رسمی این حزب در خارج از ایران قرار دارد. پسوند «(خط رسمی)» از زمان کنگرهٔ هفتم حزب در سال ۲۰۱۴ به نام این حزب افزوده شده‌است.

## تاریخچه
این حزب پس از انشعاب عمده از حزب کمونیست کارگری ایران در سال ۲۰۰۴ (۱۳۸۳ خورشیدی) با نام اولیهٔ «حزب کمونیست کارگری ایران–حکمتیست» تشکیل شد. طی این انشعاب بیش از نیمی از کمیتهٔ مرکزی حزب کمونیست کارگری و تقریباً تمام کمیتهٔ کردستان آن به این حزب جدید پیوستند. رهبری حزب کمونیست کارگری عراق نیز از این حرکت حمایت کرد و از این حزب هم‌اکنون با عنوان خواهرخواندهٔ حزب کمونیست کارگری ایران–حکمتیست (خط رسمی) یاد می‌شود.
در سال ۲۰۱۲ (۱۳۹۱ خورشیدی) انشعاب دیگری در حزب کمونیست کارگری-حکمتیست اتفاق افتاد که در نتیجهٔ آن بخشی از اعضای این حزب جدا شدند. گروه منشعب به مدت بیش از ۲ سال پس از زمان انشعاب همچنان با همان نام قبلی یعنی حزب کمونیست کارگری ایران–حکمتیست به فعالیت خود ادامه می‌داد و در این مدت دو حزب با نام حزب کمونیست کارگری ایران–حکمتیست وجود داشت. در سال ۲۰۱۴ کنگرهٔ هفتم حزب برگزار شد که بر اساس مصوبات آن مقرر شد که پسوند «(خط رسمی)» به منظور مشخص شدن حزب جدید به پایان نام آن افزوده شود.

## خط سیاسی حزب
حزب کمونیست کارگری ایران-حکمتیست (خط رسمی) ادعا می‌کند که به خط منصور حکمت، بنیانگذار حزب کمونیست کارگری ایران نزدیکتر است، اما این ادعا توسط رهبری حزب کمونیست کارگری ایران و نیز گروه منشعب از حزب که با نام حزب کمونیست کارگری ایران-حکمتیست فعالیت می‌کند رد می‌شود و اختلافات بین این احزاب همچنان ادامه دارد. حزب حکمتیست (خط رسمی) رهبری حزب کمونیست کارگری را به خاطر تصویب عقب‌نشینی به سمت چپ سنتی تقبیح می‌کند و رهبری حزب کمونیست کارگری نیز متقابلاً حزب حکمتیست (خط رسمی) را انشعاب جناح راستِ حزب و گاه در کنایه ضدحکمتیست می‌نامد.
حزب حکمتیست (خط رسمی) هدف خود را تأسیس یک حزب کارگری کمونیست مدرن با پایگاه مردمی در ایران و سازماندهی یک انقلاب سوسیالیستی همان‌طور که مارکس آن را فرموله کرده‌بود، اعلام کرده‌است. آن‌ها معتقدند که حزب با دوری کردن از تبدیل شدن به یک «سازمان فرقه‌ای روشنفکر»، باید با تأکید بر تمرکز سازمان خود بر روی یک کار فوری (پیش‌قدم جنبش اجتماعی برای یک انقلاب سوسیالیستی) خود را از سایر گروه‌های «چپ سنتی» متمایز کند.

## اعضای کمیتهٔ مرکزی

### کنفرانس اول کادرها (۵ سپتامبر ۲۰۰۴)
اعظم کم‌گویان، اسعد کوشا، اسد نودینیان، اسد گلچینی، آذر مدرسی، بهرام مدرسی، ایرج فرزاد، اسماعیل ویسی، امجد غفور، امان کفا، حسین مرادبیگی (حمه‌سور)، ثریا شهابی، جلال محمودزاده، جمال کمانگر، بهروز مدرسی، ریبوار احمد، رحمان حسین‌زاده، داریوش نیکنام، حسن قادری، خالد حاج‌محمدی، صالح سرداری، سعید یگانه، سعید آرمان، سعید کرامت، سلام زیجی، کورش مدرسی، فؤاد عبداللهی، فاتح شیخ، عبدالله شریفی، عبدالله دارابی، مجید حسینی، مظفر محمدی، مصطفی رشیدی، محمود قزوینی، محمد فتاحی، ناهید ریاضی، ناسک احمد، نادیه محمود، مهرنوش موسوی، مؤید احمد، همایون گدازگر، نسیم رهنما، نسان نودینیان، نسرین جلالی.

### کنگرهٔ اول (اکتبر ۲۰۰۶)
اسد گلچینی، امان کفا، آذر مدرسی، آزاد زمانی (ساسان سعید)، اسماعیل ویسی، امجد غفور، اسعد کوشا، اعظم کم‌گویان، ثریا شهابی، بهروز مدرسی، برهان دیوارگر، بهرام مدرسی، خالد حاج‌محمدی، حسین مرادبیگی (حمه‌سور)، جلال محمودزاده، جمال کمانگر، رحمت فاتحی، ریبوار احمد، داریوش نیکنام، حسن قادری، سعید یگانه، سلام زیجی، رحمان حسین‌زاده، رسول بناوند، علی عبدالی، عبدالله دارابی، صالح سرداری، سعید آرمان، لادن داور، کورش مدرسی، فاتح شیخ، فؤاد عبداللهی، ناهید ریاضی، محمد راستی، ملکه عزتی، مظفر محمدی، محمود قزوینی، محمد جعفری، مریم افراسیاب‌پور، مصطفی رشیدی، مهرنوش موسوی، محمد فتاحی، مینو همیلی، همایون گدازگر، فردین آرام (کاوه)، ینار محمد، نسیم رهنما.

### کنگرهٔ دوم (اکتبر ۲۰۰۷)
اسد گلچینی، امان کفا، آذر مدرسی، آزاد زمانی، برهان دیوارگر، بهرام مدرسی، اسماعیل ویسی، اعظم کم‌گویان، حسین مرادبیگی (حمه‌سور)، جلال محمودزاده، ثریا شهابی، پرشنگ بهرامی، رحمان حسین‌زاده، رسول بناوند، رحمت فاتحی، خالد حاج‌محمدی، صالح سرداری، سعید آرمان، ریبوار احمد، سلام زیجی، فاتح شیخ، فؤاد عبداللهی، علی عبدالی، عبدالله دارابی، ملکه عزتی، مظفر محمدی، لادن داور، کورش مدرسی، مریم افراسیاب‌پور، مصطفی رشیدی، سوسن هجرت، محمد راستی، محمد فتاحی، همایون گدازگر، جمال کمانگر، محمد جعفری، روزا رامش، نینا ارسطو، کمال رضایی، سیوان رضایی.

### کنگرهٔ سوم (مارس ۲۰۰۹)
اسعد کوشا، آذر مدرسی، امان کفا، اسد گلچینی، اعظم کم‌گویان، اسماعیل ویسی، بهرام مدرسی، نظیره معماری، ثریا شهابی، گلباغ سلیمی، حسین مرادبیگی (حمه‌سور)، رحمان حسین‌زاده، بهروز مدرسی، خالد حاج‌محمدی، رحمت فاتحی، رسول بناوند، صالح سرداری، سعید آرمان، ریبوار احمد، سلام زیجی، فاتح شیخ، فؤاد عبداللهی، ملکه عزتی، علی عبدالی، عبدالله دارابی، مظفر محمدی، لادن داور، کورش مدرسی، ناصر مرادی، مصطفی رشیدی، سیوان رضایی، محمد راستی، محمد فتاحی، همایون گدازگر، جمال کمانگر، محمد جعفری، رضا دانش، رزا رامش، ژیلا آوانسیان، ندا شکیبا، پری زارع، ابراهیم باتمانی (عضو علی‌البدل)، هلاله طاهری (عضو علی‌البدل)، دیانا نامی (عضو علی‌البدل)، مصطفی یونسی (عضو علی‌البدل)، نادر استاد (عضو علی‌البدل)، سوسن هجرت (عضو علی‌البدل).

### کنگرهٔ چهارم (سپتامبر ۲۰۱۰)
اسد گلچینی، امان کفا، آذر مدرسی، ابراهیم باتمانی، بهرام مدرسی، آزاد زمانی، اسماعیل ویسی، اعظم کم‌گویان، جمال کمانگر، ثریا شهابی، پری زارع، بهروز مدرسی، رحمت فاتحی، رحمان حسین‌زاده، خالد حاج‌محمدی، حسین مرادبیگی (حمه‌سور)، سلام زیجی، سعید آرمان، ریبوار احمد، رسول بناوند، عبدالله دارابی، صالح سرداری، سیوان رضایی، سوسن هجرت، فؤاد عبداللهی، فرهاد رضایی، فاتح شیخ، علی عبدالی، محمد فتاحی، محمد راستی، محمد جعفری، لادن داور، ناصر مرادی، ملکه عزتی، مظفر محمدی، مصطفی رشیدی، رضا دانش، همایون گدازگر، هلاله طاهری، نظیره معماری، ژیلا آوانسیان، ندا شکیبا، بهنام ارانی (عضو علی‌البدل)، رزا رامش (عضو علی‌البدل)، اسعد کوشا (عضو علی‌البدل)، مصطفی یونسی (عضو علی‌البدل)، امجد غفور (عضو علی‌البدل)، گلباغ سلیمی (عضو علی‌البدل).

### کنگرهٔ پنجم (فوریه ۲۰۱۲)
اسد گلچینی، اعظم کم‌گویان، آذر مدرسی، امان کفا، محمد فتاحی، خالد حاج‌محمدی، ثریا شهابی، آسو فتوحی (عضو علی‌البدل)، سهند حسینی (عضو علی‌البدل).

### کنگرهٔ ششم (اکتبر ۲۰۱۲)
اسد گلچینی، مظفر محمدی، آذر مدرسی، امان کفا، محمد فتاحی، خالد حاج‌محمدی، ثریا شهابی.

### کنگرهٔ هفتم (فوریه ۲۰۱۴)
بختیار پیرخضری، امان کفا، آسو فتوحی، آذر مدرسی، سهند حسینی، خالد حاج‌محمدی، ثریا شهابی، پیمان حسینی، مصطفی اسدپور، محمد فتاحی، محمد راستی، فؤاد عبداللهی، مونا شاد، وریا نقشبندی، مظفر محمدی.

### کنگرهٔ هشتم (فوریه ۲۰۱۶)
آسو فتوحی، آزاد کریمی، آرام خوانچه‌زر، آذر مدرسی، جمیل خوانچه‌زر، ثریا شهابی، بختیار پیرخضری، امان کفا، فؤاد عبداللهی، سیوان رضایی، سهند حسینی، خالد حاج‌محمدی، مصطفی اسدپور، محمد راستی، محمد فتاحی، لادن داور، وریا نقشبندی، مونا شاد، مظفر محمدی.

### کنگرهٔ نهم (آوریل ۲۰۱۸)
آسو فتوحی، آزاد کریمی، آرام خوانچه‌زر، آذر مدرسی، ثریا شهابی، بختیار پیرخضری، امان کفا، فؤاد عبداللهی، سیوان رضایی، سهند حسینی، خالد حاج‌محمدی، مصطفی اسدپور، محمد راستی، محمد فتاحی، مظفر محمدی، هساره ابراهیمی، مونا شاد، حسین مرادی، پیمان حسینی، هیمن خاکی، سونیا محمدی (علی‌البدل)، لادن داور (علی‌البدل).

### کنگرهٔ دهم (مارس ۲۰۲۲)
امان کفا، آروین (حسین) مرادی، آذر مدرسی، احمد بهزاد مطلق، بابک امانی، آسو فتوحی، آسو سهامی، آزاد کریمی، خالد حاج‌محمدی، جمیل نظرگاهی، ثریا شهابی، پرویز وکیلی، فارس محمود، سیوان رضایی، سهند حسینی، سونیا محمدی، لادن داور، کوشا بهروش، فؤاد عبداللهی، فرید ضرغام، مونا شاد، مظفر محمدی، محمد فتاحی، محمد راستی، وریا نقشبندی، آرام خوانچه‌زر (علی‌البدل).